# غاريقون بهي
غاريقون بهي (الاسم العلمي: Agaricus speciosus) هو نوع من الفطريات يتبع جنس الغاريقون من الفصيلة الغاريقونية.